# جيسيكا ويبر
جيسيكا ويبر (بالإنجليزية: Jessica Weber)‏ هي مصممة جرافيك أمريكية، ولدت في 18 مارس 1949 في نيويورك في الولايات المتحدة.